# Thébaïde (Cycle thébain)
Pour les articles homonymes, voir Thébaïde.
La Thébaïde (en grec ancien Θηβαΐς / Thēbais) est un poème épique perdu de la Grèce antique. Son auteur est inconnu, même si le nom d'Homère est parfois avancé. Elle raconte l'histoire de la guerre des Sept Chefs, et est considérée comme une partie du Cycle thébain. Seuls quelques fragments du texte original nous sont parvenus.

## Postérité
La Thébaïde influence de nombreux auteurs antiques, grecs et latins. Sans quitter le genre épique, plusieurs autres Thébaïdes sont composées dans l'Antiquité. La mieux connue est la Thébaïde de Stace, épopée latine composée au Ier siècle. Mais les événements relatés par la Thébaïde sont aussi employés dans d'autres genres poétiques, notamment la tragédie grecque, par des auteurs comme Eschyle, qui relate la défense de Thèbes dans Les Sept contre Thèbes.